# 張存諧
張存諧（?—?），廣西省鬱林直隸州博白縣人，清朝政治人物、同進士出身。
光緒二十一年（1895年），参加光緒乙未科殿試，登進士三甲85名。同年五月，著交吏部掣签分发各省，以知县即用。